# Orthochirus persa
Espèce
Synonymes
- Butheolus melanurus persa Birula, 1900
- Butheolus melanurus dentatus Birula, 1900
- Afghanorthochirus erardi Lourenço & Vachon, 1997
- Orthochirus erardi (Lourenço & Vachon, 1997)

Orthochirus persa est une espèce de scorpions de la famille des Buthidae.

## Distribution
Cette espèce se rencontre en Iran au Khorassan méridional et en Afghanistan dans la province de Nimroz,.

## Description
Orthochirus persa mesure de 32 à 42 mm.

## Systématique et taxinomie
Cette espèce a été décrite en 1900 sous le protonyme Butheolus melanurus persa par Birula. Elle suit son espèce dans le genre Orthochirus en 1917. Elle est élevée au rang d'espèce par Kovařík, Fet et Yağmur en 2020 qui dans le même temps placent Orthochirus erardi en synonymie.

## Étymologie
Son nom d'espèce lui a été donné en référence au lieu de sa découverte, la Perse.

## Publication originale
- (de) A. Birula, « Beiträge zur Kenntniss der Scorpionenfauna Ost-Persiens. (1. Beitrag) », Bulletin de l'Académie Impériale des Sciences de St.-Pétersbourg, 1900, sér. 5, vol. 12, no 1, p. 355–375 (lire en ligne).